# Médaille Charles-Lang-Freer
Pour les articles homonymes, voir Freer (homonymie).

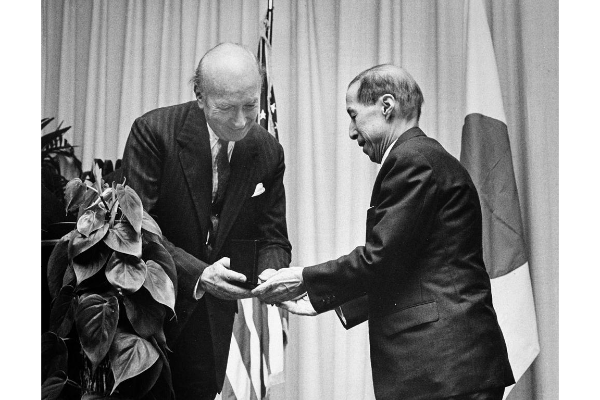
La Smithsonian Institution honore en lui remettant la quatrième médaille Charles Lang Freer lors d'une cérémonie à Washington, D.C. le 2 mai 1973.

La médaille Charles-Lang-Freer est créée en 1956 par la Smithsonian Institution en l'honneur de Charles Lang Freer (en), fondateur de la collection Freer. La médaille est conférée de façon intermittente, honorant les contributions remarquables faites par les chercheurs en histoire de l'art.

## Lauréats
- 1re Osvald Sirén, 15 février 1956[1].
- 2e Ernst Kühnel, 3 mai 1960[2].
- 3e Yukio Yashiro, 15 septembre 1965[3].
- 4e Ichimatsu Tanaka (en), 2 mai 1973[4].
- 5e Laurence Sickman (en), 11 septembre 1973[5].
- 6e Roman Ghirshman, 16 février 1974[6].
- 7e Max Loehr (en), 2 mai 1983[7].
- 8e Stella Kramrisch (en), 1985.
- 9e Alexander Coburn Soper III, 1990[8]
- 10e Sherman Lee (en), 1998[9].
- 11e Oleg Grabar, 2001[10].
- 12e James F. Cahill, 2010.
- 13e John Rosenfield, 2012.

## Sources
- Soper, Alexander. (1990). A Case of Meaningful Magic.  Washington, D.C.: Smithsonian Institution.
- Freer Gallery of Art. (1960). The Charles Lang Freer medal, February 25, 1956. Washington, D.C.: Smithsonian Institution.
- __________. (1973). Fifth presentation of the Charles Lang Freer medal, September 11, 1973. Washington, D.C.: Smithsonian Institution.
- __________. (1956). First presentation of the Charles Lang Freer medal, February 25, 1956. Washington, D.C.: Smithsonian Institution.
- __________. (1973). Fourth presentation of the Charles Lang Freer Medal, May 2, 1973. Washington, D.C.: Smithsonian Institution.
- __________. (1960). Second presentation of the Charles Lang Freer medal, May 3, 1960. Washington, D.C.: Smithsonian Institution.
- __________. (1983). Seventh presentation of the Charles Lang Freer Medal, May 2, 1983. Washington, D.C.: Smithsonian Institution.
- __________. (1974). Sixth presentation of the Charles Lang Freer medal, Jaunuary 16, 1974.  Washington, D.C.: Smithsonian Institution.
- __________. (1998). Tenth Presentation of the Charles Lang Freer Medal, Sherman E. Lee. Washington, D.C.: Smithsonian Institution.
- __________. (1965). « http://collections.si.edu/search/redirect/?http://siris-libraries.si.edu/ipac20/ipac.jsp?&profile=all&source=~!silibraries&uri=full=3100001~!892892~!0#focus Third presentation of the Charles Lang Freer medal, September 15, 1965. »(Archive.org • Wikiwix • Archive.is • Google • Que faire ?) Washington, D.C.: Smithsonian Institution.
- Roades, Katharine N. (1960). "An Appreciation of Charles Lang Freer (1859-1919)," Ars Orientalis. Vol. 2.